# Revent
Reventul, denumit și Rabarbăr sau Rabarbară sau Rubarba, este o plantă ierboasă perenă, înaltă de 1–2 m. În pământ posedă un rizom dezvoltat și numeroase rădăcini cărnoase, lungi, galben-portocalii la interior. În timpul primului an de vegetație, se dezvoltă o rozetă de frunze bazale; în anii următori apar și tulpinile florifere.

## Descriere
Frunzele sunt mari, palmat-lobate la palmat-fidate; pețiolul lor este lung, cărnos.
Florile sunt roșii, mici, dispuse în cime, care reunite formează un panicul mare.
Fructul de tip achenă piramidală, este prevăzut cu aripioare pe muchii.

## Origine
Specia este originară din Asia centrală (Tibet)  și orientală, fiind cultivată și în Europa.

## Utilizare
Tulpinile sale sunt folosite la prepararea dulciurilor precum plăcinta cu revent, compotul de revent si dulceața de revent."Frunzele nu se vor consuma niciodată; ele conțin substanțe toxice chiar mortale. Exp:ca urmare a pregătirii sub forma de spanac. Sursa:Dr. Jean Valnet aromafitoterapie.
Produs farmaceutic: Rhei rhizoma.
Compoziție chimică: antracenozide (reina, reum-emodina), tanin.

## Acțiune terapeutică
Este tonic amară, astringentă (în doze mici) - acțiune datorată taninurilor; laxativ-purgativă (în doze mari) - acțiune datorată antracenozidelor;
Indicații terapeutice: lipsa poftei de mâncare, inflamații ale mucoasei bucale, constipații ocazionale.